# Nonea macropoda
Nonea macropoda är en strävbladig växtart som beskrevs av Mikhail Grigoríevič Popov. Nonea macropoda ingår i släktet nonneor, och familjen strävbladiga växter. Inga underarter finns listade i Catalogue of Life.